# سيلفيو لونغ
سيلفيو لونغ (بالرومانية: Silviu Lung)‏ ، من مواليد 9 سبتمبر 1956 ، لاعب كرة قدم روماني سابق.
لعب مع منتخب رومانيا لكرة القدم.

## روابط خارجية
- سيلفيو لونغ على موقع الاتحاد الدولي (مؤرشف)  (الإنجليزية)
- سيلفيو لونغ على موقع قاعدة بيانات كرة القدم.إي يو (الإنجليزية)
- سيلفيو لونغ على موقع ناشيونال فوتبول تيمز (الإنجليزية)
- سيلفيو لونغ على موقع عالم كرة القدم.نت (الإنجليزية)
- سيلفيو لونغ على موقع كووورة